# ألفرد بلاناس
ألفرد بلاناس (بالإسبانية: Alfred Planas) هو لاعب كرة قدم إسباني في مركز نصف الجناح، ولد في 15 فبراير 1996 في برشلونة في إسبانيا. لعب مع نادي ريوس ديبورتيو.

## وصلات خارجية
- ألفرد بلاناس على موقع قاعدة بيانات كرة القدم.إي يو (الإنجليزية)
- ألفرد بلاناس على موقع Soccerway.com (الإنجليزية)